# Cierniosterniki
Cierniosterniki (Cypseloidinae) – podrodzina ptaków z rodziny jerzykowatych (Apodidae). 

## Występowanie
Podrodzina obejmuje gatunki występujące w Ameryce.

## Systematyka
Do podrodziny należą następujące rodzaje:
- Cypseloides Streubel, 1848
- Streptoprocne Oberholser, 1906